# Геворгян, Рубен Петросович
Рубе́н Петро́сович Геворгя́н («Цахик Рубо») (арм. Ռուբեն Պետրոսի Գևորգյան, 18 июня 1954, Ереван, Армянская ССР, СССР) — депутат парламента Армении.
- 1975—1980 — Ереванский политехнический институт. Инженер-строитель. Награждён медалью «За отвагу» (1996).
- С 1990 — основал и руководил отрядом «Сасна-Црер». Участвовал в боях на границах Армении и в Нагорном Карабахе во время карабахской войны.
- С 1993 — член управления ЕКМ, а с 1994 — председатель Маштоцкой территориальной организации ЕКМ.
- С 1996 — префект общины Давташен.
- 1999—2003 — был депутатом парламента Армении. Член постоянной комиссии по обороне, национальной безопасности и внутренним делам. Беспартийный.